# Déjà vu (película de 2006)
Déjà vu es una película de 2006, del género thriller de ciencia ficción, dirigida por Tony Scott, producida por Jerry Bruckheimer y escrita por Bill Marsilii y Terry Rossio. La película está interpretada por Denzel Washington, Jim Caviezel, Paula Patton, Val Kilmer, Adam Goldberg y Matt Craven. 
La trama principal de la película involucra a un agente de la ATF (Agencia de Alcohol, Tabaco, Armas de Fuego y Explosivos) Douglas Carlin, quien viaja al pasado para impedir un ataque terrorista que tendrá lugar en la ciudad de Nueva Orleans y salvar a Claire Kuchever, una mujer de la cual acaba enamorándose. 
El rodaje tuvo lugar después del paso del huracán Katrina que asoló Nueva Orleans el 29 de agosto de 2005.

## Argumento
Un día martes, día del Mardi Gras en Nueva Orleans, el ferry Senador Alvin T. Stumpf lleva a cientos de marinos de la Armada de Estados Unidos y a sus familias desde el muelle de Algiers a una celebración, cuando este explota y se hunde, matando por lo menos a 543 personas a bordo.  El agente especial Doug Carlin (Denzel Washington) de la Oficina de Alcohol, Tabaco, Armas de Fuego y Explosivos (ATF) de los EE. UU. investiga y descubre evidencias de que el ataque fue cometido por un terrorista local. 
Doug se reúne brevemente con los oficiales de policías que investigan y el agente especial de la Oficina Federal de Investigaciones (FBI) Paul Pryzwarra (Val Kilmer) y luego regresa a su oficina, donde le entregan un mensaje telefónico. Doug llama a la mujer de vuelta, pero nadie responde por lo que deja un mensaje. A continuación, le informan acerca de un cuerpo parcialmente quemado sacado del río, que fue descubierto y reportado a las autoridades antes de que ocurriera la explosión del ferry. La mujer muerta, Claire Kuchever (Paula Patton), parece tener unos treinta años, y al parecer fue atada y amordazada antes de su muerte. 
Para determinar si existe una conexión entre la muerte de Claire y la explosión, Doug va a la casa de Claire, donde encuentra la frase "U CAN SAVE HER" ("Tu puedes salvarla") escrita con letras magnéticas en su refrigerador junto a un recorte de un anuncio en el que ella ponía en venta su SUV usado. Mientras escucha los mensajes en el contestador automático, oye tres llamadas, incluyendo el mensaje que él mismo había dejado un par de horas antes, dándose cuenta de que Claire era la mujer que lo había tratado de llamar antes. 
Doug le cuenta sus hallazgos al agente especial Pryzwarra, concluyendo que el terrorista había contactado a Claire porque necesitaba su camioneta para dejar los explosivos en el ferry, y luego la mató y arrojó su cuerpo quemado en el río para hacerla parecer como otra víctima de la explosión. Pryzwarra está impresionado con las habilidades detectivescas de Doug, y le pide que ayude a una unidad federal de detectives recién formada, liderada por el científico Dr. Alexander Denny (Adam Goldberg). Ahí investigan los acontecimientos que llevaron a la explosión mediante el uso de un nuevo programa llamado "Blancanieves", que les permite ver eventos sucedidos los cuatro días anteriores. El sistema se limita a sólo poder ver los eventos pasados una vez; no hay avance o rebobinado rápido, aunque pueden grabar lo que ven. 
Convencida de que Claire es un eslabón vital para el caso, Doug convence al equipo a centrarse en ella. Mientras el equipo investiga el pasado reciente de Claire a través de "Blancanieves", Doug comienza a sospechar que hay algo más en el programa de lo que le han dicho. Escuchan cómo el bombardero llama para la compra de su coche, un SUV rojo. Claire imprudentemente le da su dirección, pero luego él le dice que ha decidido no comprarlo. Durante la llamada telefónica, el equipo de "Blancanieves" es capaz de obtener la hora exacta en el que el terrorista estará vigilando el muelle la noche antes de dejar el vehículo con la bomba en el ferry. 
Doug intenta subrepticiamente un experimento no autorizado en "Blancanieves" con un puntero láser, que apaga temporalmente el sistema. Él se enfrenta al equipo y ellos de mala gana le dicen que "Blancanieves" es en realidad una ventana de tiempo, y también es capaz de enviar los objetos inanimados hacia el pasado. Les pregunta si es posible cambiar los acontecimientos pasados, y el equipo confirma que se puede hacer, pero solo mediante la creación de una nueva línea de tiempo, lo que podría tener consecuencias imprevistas. A pesar de las protestas de Denny, Doug hace que el equipo envíe una nota al pasado para informarle a su yo del pasado dónde y cuándo interceptar al bombardero del ferry. El equipo envía la nota a la oficina ocupada por Doug y su compañero Larry Minuti (Matt Craven). Para consternación del equipo, el Doug del pasado sale de la habitación antes de ver la nota y la recoge Larry en su lugar. 
Larry decide hacerse cargo, y mientras se enfrenta al terrorista en el muelle del ferry, el terrorista le dispara a través de la puerta de su vehículo, un SUV negro. El terrorista huye, llevándose a Minuti gravemente herido con él, mientras el equipo lo sigue a través del programa, pero se sale del alcance de "Blancanieves". Doug, desesperado, se entera de que la única manera de extender el rango de "Blancanieves" es seguir en un vehículo especialmente equipado con una unidad portátil. Con el equipo (que captura una visión clara de la cara del terrorista) guiándolo, Doug, en el presente, termina en la casa del terrorista, una cabaña en el pantano. Doug ve un edificio desierto y destruido por una explosión, con una ambulancia estrellada en su interior, mientras que el equipo de "Blancanieves" ve la misma construcción de cuatro días antes intacta, sin ambulancia a la vista. Mientras Doug busca en las ruinas, sin encontrar a nadie, los miembros del equipo observan con horror cómo el terrorista mató a Minuti en el pasado (cubriéndolo con gasolina, luego disparándole un balazo y luego incinerándolo), antes de alejarse conduciendo. 
Con el uso de un sistema de reconocimiento facial, el equipo de "Blancanieves" identifica al bombardero del ferry, que resulta ser el autoproclamado patriota Carroll Oerstadt (Jim Caviezel). Un equipo SWAT de la AFT lo rastrea por el pantano y lo captura. Oerstadt está enojado con el gobierno de Estados Unidos después de haber sido rechazado para alistarse en la Infantería de Marina y el Ejército, quienes creían Oerstadt era psicológicamente inestable. Durante el interrogatorio en un calabozo, Oerstadt dice a Doug que sólo necesitaba la camioneta de Claire para el atentado porque su propio camión tenía agujeros de bala después del enfrentamiento con Minuti en el muelle del ferry. Oerstadt discute aún más su motivo y su creencia en el destino, y finalmente confiesa el crimen, que deja complacido a Pryzwarra. Considerando cerrado el caso, el gobierno cierra parte de la unidad de "Blancanieves" en la investigación. Sin embargo, Doug está profundamente preocupado por la constatación de que él mismo había provocado la muerte de Minuti y Claire enviando la nota en el tiempo. Doug persuade a Denny para que lo envíe al pasado para salvar a Claire y detener el bombardeo ferry. El procedimiento es arriesgado, ya que hasta ese momento ningún ser humano había sido enviado, y hacerlo podría significar la muerte para el viajero del tiempo. 
El viaje a través del tiempo deja a Doug en un hospital, convulsionando y muriendo, donde es reanimado y estabilizado por el personal médico. Despierta en el hospital la mañana de la explosión del ferry. Tomando la ropa de otro paciente, se roba una ambulancia y corre hacia la guarida de Oerstadt, estrellándose por la puerta y al lado de donde Oerstadt está a punto de quemar a una inconsciente Claire. Doug es herido en fuego cruzado con Oerstadt, quien hace explotar la casa y huye en el SUV rojo de Claire con la bomba en el interior, creyendo que ha matado en la explosión tanto a Doug como a Claire. 
Pero Claire no ha muerto y Doug escapa con ella en el SUV de Oerstadt, yendo al departamento de Claire para que Doug puede curar sus heridas. Cuando llegan, escribe la frase que había visto antes, con los imanes en el refrigerador mientras Claire se cambia de ropa, pero ella saca una pistola y le apunta, desconfiada porque él ya sabía dónde vivía, y sugiere que él es el mismo terrorista. Claire llama a la agencia para pregunta por su verdadera identidad, y el empleado de la ATF lo describe con precisión. Después de que Doug le explique brevemente cómo sabe sobre ella, y le prediga correctamente los mensajes en su teléfono antes de que los escuche, ella se acaba de convencer y deja caer el arma y le ayuda a curar sus heridas. 
Doug y Claire van al muelle del ferry. Doug tiene la intención de abordar el ferry e intentar desarmar la bomba, y le pide a Claire quedarse atrás y avisarle a Seguridad. Oerstadt, ya alejándose de la escena, reconoce su propia SUV estacionada afuera y corre de vuelta al ferry, dándose cuenta de que Doug y Claire sobrevivieron a la explosión en su cabaña. Claire salta sobre el ferry mientras este se aleja de muelle, con la esperanza de advertir a Doug, pero es capturada por Oerstadt, amordazada y atada en el asiento del conductor de su propio vehículo cargado con la bomba. Un guardia de seguridad sospecha de Oerstadt; se enfrenta a él y es asesinado a tiros, con lo que se produce un enfrentamiento entre las fuerzas de seguridad del ferry, Doug y Oerstadt. Doug llama la atención de Claire y le da señales para que arranque el motor del coche, mientras él distrae a Oerstadt recitando partes clave de su conversación en la cárcel, por lo que Claire lo atropella con su coche. Doug le dispara a Oerstadt, causándole la muerte, y se sube apresurado a la camioneta para liberar a Claire, pero queda rodeado y apuntado por las fuerzas de seguridad. Para salvar a todos en el ferry, Doug y Claire conducen el SUV con la bomba fuera del ferry hacia el agua justo antes de que explote. Doug ayuda a Claire a escape, pero no es capaz de salir y muere en la explosión bajo el agua. Mientras el ferry, intacto, regresa al muelle, Claire es rescatada por un barco patrulla del puerto y devuelta a tierra, donde se le acerca el Doug Carlin del 'nuevo' presente, que la conoce sólo como testigo de la explosión. Mientras se alejan en vehículo, en la radio suena la canción de los Beach Boys "Don't Worry Baby".

## Reparto
| Actor             | Rol                                                                   |
| ----------------- | --------------------------------------------------------------------- |
| Denzel Washington | agente especial Douglas Carlín                                        |
| Paula Patton      | Claire Kuchever                                                       |
| Adam Goldberg     | Alexander Denny                                                       |
| Elden Henson      | Gunnars                                                               |
| Bruce Greenwood   | Jack McCready                                                         |
| Val Kilmer        | agente Paul Pryzwarra, jefe del programa                              |
| Erika Alexander   | Shanti, técnica afroestadounidense operadora de la máquina del tiempo |
| Matt Craven       | Larry Minutti                                                         |
| James Caviezel    | Carroll Oerstadt                                                      |

## Banda sonora
La lista de canciones de Déjà vu contiene música no original producida para la película: tres de las canciones que suenan en Déjà vu contiene elementos de los géneros soul y góspel.
La canción Don’t worry, baby de The Beach Boys simula el concepto actual de un déjà vu, tal y como se detalla en la trama.
En la película contribuyeron compositores como Harry Gregson-Williams; artistas como Macy Gray y Charmaine Neville interpretaron el tema de la película.
| Título                              | Compositores                                                                                   | Cantantes                                                  |
| ----------------------------------- | ---------------------------------------------------------------------------------------------- | ---------------------------------------------------------- |
| "When the Saints Go Marching In"    | tradicional                                                                                    | Banda Regional Suroeste de la Armada de los Estados Unidos |
| "Amazing grace"                     | tradicional (John Newton)                                                                      | Charmaine Neville                                          |
| "Don’t worry, baby"                 | Brian Wilson, Roger Christian                                                                  | The Beach Boys                                             |
| "Melt away"                         | Alex Forbes, Jeff Franzel, Peter Laurence Gordon                                               | Love of Life Orchestra (feat. Alex Forbes)                 |
| "Holy Spirit, come fill this place" | Babbie Mason, Marty Hennis                                                                     | —                                                          |
| "Coming back to you"                | Macy Gray, Jared Gosselin, Phillip White, Caleb Speir, Harry Gregson-Williams, Freddie Moffett | Macy Gray                                                  |